# 111° westerlengte
111° westerlengte (ten opzichte van de nulmeridiaan) is een meridiaan of lengtegraad, onderdeel van een geografische positieaanduiding in bolcoördinaten. De lijn loopt vanaf de Noordpool naar de Noordelijke IJszee, Noord-Amerika, de Grote Oceaan, de Zuidelijke Oceaan en Antarctica en zo naar de Zuidpool.
In de Verenigde Staten wordt de grens tussen Montana, Idaho en Utah in het westen en Wyoming in het oosten gevormd door de meridiaan die zich op 34° westerlengte bevindt ten opzichte van de meridiaan van Washington, wat enkele kilometers verschil uitmaakt met de meridiaan 111° westerlengte.
De meridiaan op 111° westerlengte vormt een grootcirkel met de meridiaan op 69° oosterlengte. De meridiaanlijn beginnend bij de Noordpool en eindigend bij de Zuidpool gaat door de volgende landen, gebieden of zeeën. 
| Land, gebied of zee | Nauwkeurigere gegevens                                                                   |
| ------------------- | ---------------------------------------------------------------------------------------- |
| Noordelijke IJszee  |                                                                                          |
| Canada              | Northwest Territories - Bordeneiland                                                     |
| Wilkinsstraat       |                                                                                          |
| Canada              | Northwest Territories - Mackenzie Kingeiland, Melville-eiland                            |
| Parrykanaal         |                                                                                          |
| Canada              | deels Northwest Territories deels Nunavut - Victoria-eiland                              |
| Coronationgolf      |                                                                                          |
| Canada              | Nunavut, Northwest Territories (dwarst Great Slave Lake), Alberta (dwarst Athabascameer) |
| Verenigde Staten    | Montana, Wyoming, Utah, Arizona                                                          |
| Mexico              | Sonora                                                                                   |
| Golf van Californië |                                                                                          |
| Mexico              | Baja California Sur                                                                      |
| Grote Oceaan        |                                                                                          |
| Mexico              | Colima - Isla Socorro                                                                    |
| Grote Oceaan        |                                                                                          |
| Zuidelijke Oceaan   |                                                                                          |
| Antarctica          | Niet-toegeëigend gebied in Antarctica                                                    |